# 双斑锦蛇
双斑锦蛇（学名：Elaphe bimaculata）为游蛇科锦蛇属的爬行动物。在中国大陆，分布于河北、江苏、浙江、安徽、江西、山东、河南、湖北、重庆、四川、陕西、甘肃等地，常见于平原或丘陵旷野以及在村边、草丛、坟堆均可发现。该物种的模式产地在安徽宁国。

## 保护
本种于2023年被收录入《有重要生态、科学、社会价值的陆生野生动物名录》。